# تخم

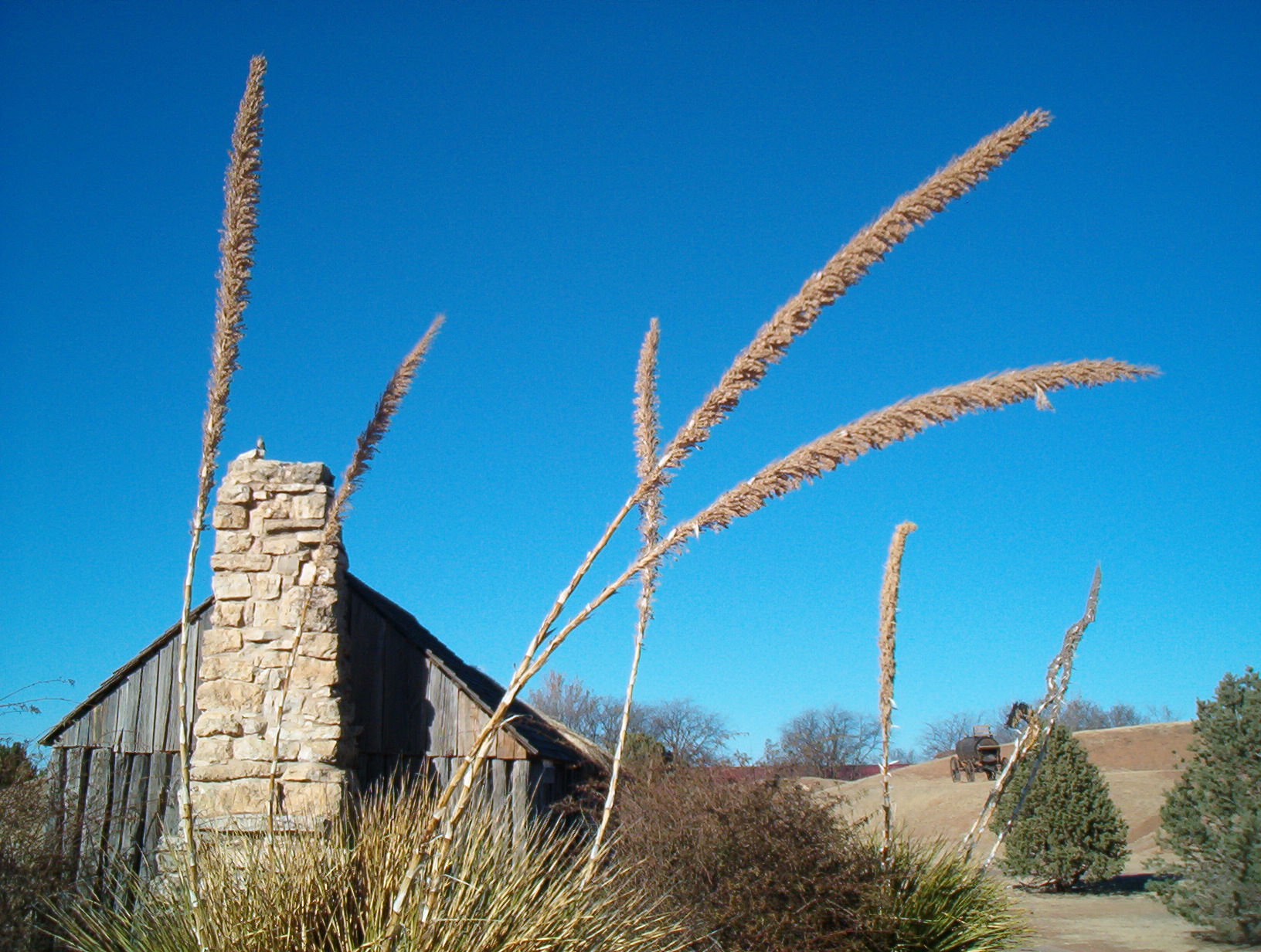

التخم أو الثغر[بحاجة لمصدر] هي المنطقة السياسية والجغرافية القريبة من الحدود أو وراءها. ويمكن أيضًا أن يُشار إلى الحدود باسم «الجبهة». كما تم تحديد الفارق أكاديميًا بين التخوم والحدود، هذه الأخيرة تدل على شكل ثابت وجامد وواضح من حدود الدولة.
وهي عبارة عن منطقة من الأرض أو نطاق من الأرض قد تكون صغيرة أو كبيرة تخضع دائماً لتغيير مُستمر نتيجةً للمؤثرات البشرية التي تعدل في طبيعتها وإستخدامها، لهذا هناك فرق بين مصطلحين (الحدود السياسية والتخوم)
فمن الناحية التاريخية تعتبر التخوم جزء من الدولة وهي عادة واقعة في نهايه الظهر، أنه تمثل الجبهة الأمامية للدولة عند مقابلتها دوله أخرى تواجهها ولهذا فهي قديمة تكونت عندما بدأت الدولة تكتسب الصفة القانونية والسياسية، ولكنها كانت متسعة وكانت تسمح الظروف بالانتقال للرعاة أو البداوة والاستفادة من هذه المناطق حتى ولو لم تكون هذه القبائل تابعة لنفس الدولة، وهكذا ومع تطور الحضارات كانت هذه المنطقة منطقة التقاء وفي الفترات الأخيرة وعندما بدأت الدول تتطور وتشرف على كل أراضيها وتقوى شوكتها بدأت تتجه إلى هذه المناطق وتحددها وتخطط فيها الحدود الدولية لها
وتتميز هذه المناطق بالثبات النسبي وتختلف عن الحدود المتغيرة، ومن هنا يمكننا أن نميز بين نوعان من التخوم هما:

## تخوم المستوطنات الأولية
وهذه تبدأ عندما تأخذ دولة أراضي جديدة لأول مرة كامتداد لأراضيها، وخير نموذج لهذه التخوم الامتداد الأرضي للولايات المتحدة الأمريكية حيث بدأت تتجه نحو الغرب في القرن السابع عشر وكنت حدودها الغربية حد السقوط، وفي القرن الثامن عشر بدأت في الغرب حتى «جبال أليجني» وفي القرن التاسع عشر بدأت حتى حدود جبال الابلاش ثم بعد ذلك إلى جبال الروكي ثم إلى الساحل على المحيط الهادي في الغرب.

### التخوم السياسية
هي عبارة عن نطاق بين نظامين سياسيين مختلفين سواء في مواقعهما أو في الأهداف أو في السياسة، وهي امتداد جغرافي وفيها تقع الحدود بين النظامين وقد ينتج ذلك بسبب تطوير الموارد الطبيعية في هذه الدول مما يستدعي وجود مشاكل بين الدولتين يستدعي معهما الإتفاق على حدود في هذه المنطقة.
إن تعريف التخوم بهذا الشكل سواء سياسية، إستيطانية يمكن أن تسمى منطقة جغرافية سياسية، ولكن هذه التسمية غير واضحة ولهذا فالتخوم أو مناطق الحدود هي التي تؤدي مستقبلاً إلى كل حدود بين الدولتين وإتفاقات بين الدول حتى لا تطراء مشاكل مختلفة.